# Dicaeum sanguinolentum
A Dicaeum sanguinolentum a madarak osztályának verébalakúak (Passeriformes) rendjébe és a virágjárófélék (Dicaeidae) családjába tartozó faj.

## Rendszerezése
A fajt Coenraad Jacob Temminck holland arisztokrata és zoológus írta le 1829-ben.

## Alfajai
- Dicaeum sanguinolentum hanieli Hellmayr, 1912
- Dicaeum sanguinolentum rhodopygiale Rensch, 1928
- Dicaeum sanguinolentum sanguinolentum Temminck, 1829
- Dicaeum sanguinolentum wilhelminae Büttikofer, 1892[2]

## Előfordulása
Indonéziához tartozó Kis-Szunda-szigetek területén honos. Természetes élőhelyei a szubtrópusi és trópusi hegyi esőerdők, valamint másodlagos erdők és ültetvények. Állandó, nem vonuló faj.

## Megjelenése
Testhossza 10 centiméter.
|  |  |

## Életmódja
Rovarokkal, pókokkal, gyümölcsökkel és nektárral táplálkozik.

## Természetvédelmi helyzete
Az elterjedési területe nagyon nagy, egyedszáma pedig stabil. A Természetvédelmi Világszövetség Vörös listáján nem fenyegetett fajként szerepel.